# Trancault
Trancault est une commune française située dans le département de l'Aube, en région Grand Est.
Ses habitants s'appellent les Tranquilusiens.

## Géographie
| Soligny-les-Étangs                    | Avant-lès-Marcilly | Charmoy   |
| La Louptière-Thénard                  | Trancault          |           |
| Saint-Maurice-aux-Riches-Hommes Yonne |                    | Bourdenay |

Située à 14 km au sud de Nogent-sur-Seine, la commune est traversée par la rivière l'Orvin dans laquelle vient se jeter le ru le Rognon.

### Hydrographie

#### Réseau hydrographique
La commune est dans la région hydrographique « la Seine de sa source au confluent de l'Oise (exclu) » au sein du bassin Seine-Normandie. Elle est drainée par l'Orvin, un bras de l'Orvin et le Rognon,.
L'Orvin, d'une longueur de 38 km, prend sa source dans la commune de Saint-Lupien et se jette  dans la Seine à Villiers-sur-Seine, après avoir traversé douze communes. 

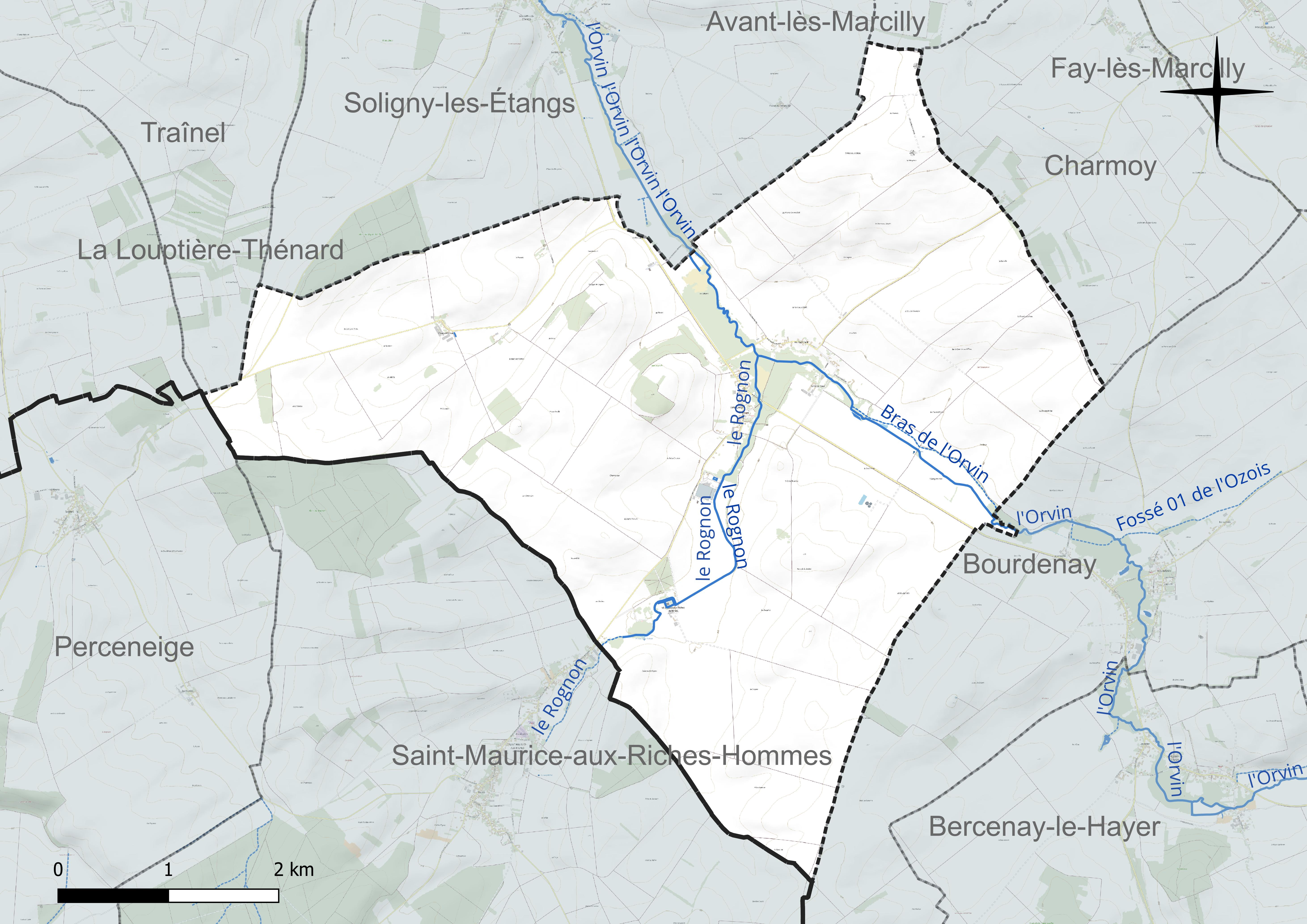
Réseau hydrographique de Trancault.

#### Gestion et qualité des eaux
Le territoire communal est couvert par le schéma d'aménagement et de gestion des eaux (SAGE) « Bassée Voulzie ». Ce document de planification concerne le territoire du bassin versant de l'Armançon qui s’étend sur 1 710 km2 et se répartit sur trois départements (l'Aube, l'Yonne et la Marne). Le périmètre a été arrêté le 2 septembre 2016, le diagnostic a été validé le 29 novembre 2022. La structure porteuse de l'élaboration et de la mise en œuvre est le Syndicat mixte ouvert de l’eau potable, de l’assainissement collectif, de l’assainissement non collectif, des milieux aquatiques et de la démoustication (SDDEA), dont le siège est à Troyes. 
La qualité des cours d’eau peut être consultée sur un site dédié géré par les agences de l’eau et l’Agence française pour la biodiversité. 

### Climat
Pour des articles plus généraux, voir Climat du Grand Est et Climat de l'Aube.
En 2010, le climat de la commune est de type climat océanique dégradé des plaines du Centre et du Nord, selon une étude du Centre national de la recherche scientifique s'appuyant sur une série de données couvrant la période 1971-2000. En 2020, Météo-France publie une typologie des climats de la France métropolitaine dans laquelle la commune est exposée à un climat océanique altéré et est dans la région climatique  Nord-est du bassin Parisien, caractérisée par un ensoleillement médiocre, une pluviométrie moyenne régulièrement répartie au cours de l’année et un hiver froid (3 °C). 
Pour la période 1971-2000, la température annuelle moyenne est de 10,7 °C, avec une amplitude thermique annuelle de 15,6 °C. Le cumul annuel moyen de précipitations est de 688 mm, avec 11,4 jours de précipitations en janvier et 7,6 jours en juillet. Pour la période 1991-2020, la température moyenne annuelle observée sur la station météorologique de Météo-France la plus proche, « Bouy-sur-Orvin », sur la commune de Bouy-sur-Orvin à 5 km à vol d'oiseau, est de 11,4 °C et le cumul annuel moyen de précipitations est de 635,9 mm. 
La température maximale relevée sur cette station est de 42,4 °C, atteinte le 25 juillet 2019 ; la température minimale est de −20,5 °C, atteinte le 17 janvier 1985,,. 
Les paramètres climatiques de la commune ont été estimés pour le milieu du siècle (2041-2070) selon différents scénarios d'émission de gaz à effet de serre à partir des nouvelles projections climatiques de référence DRIAS-2020. Ils sont consultables sur un site dédié publié par Météo-France en novembre 2022.

## Urbanisme

### Typologie
Au 1er janvier 2024, Trancault est catégorisée commune rurale à habitat dispersé, selon la nouvelle grille communale de densité à 7 niveaux définie par l'Insee en 2022.
Elle est située hors unité urbaine. Par ailleurs la commune fait partie de l'aire d'attraction de Nogent-sur-Seine, dont elle est une commune de la couronne,. Cette aire, qui regroupe 19 communes, est catégorisée dans les aires de moins de 50 000 habitants,.

### Occupation des sols
L'occupation des sols de la commune, telle qu'elle ressort de la base de données européenne d’occupation biophysique des sols Corine Land Cover (CLC), est marquée par l'importance des territoires agricoles (96,6 % en 2018), une proportion identique à celle de 1990 (96,6 %). La répartition détaillée en 2018 est la suivante : terres arables (95,5 %), forêts (3,4 %), zones agricoles hétérogènes (1,2 %). L'évolution de l’occupation des sols de la commune et de ses infrastructures peut être observée sur les différentes représentations cartographiques du territoire : la carte de Cassini (XVIIIe siècle), la carte d'état-major (1820-1866) et les cartes ou photos aériennes de l'IGN pour la période actuelle (1950 à aujourd'hui).

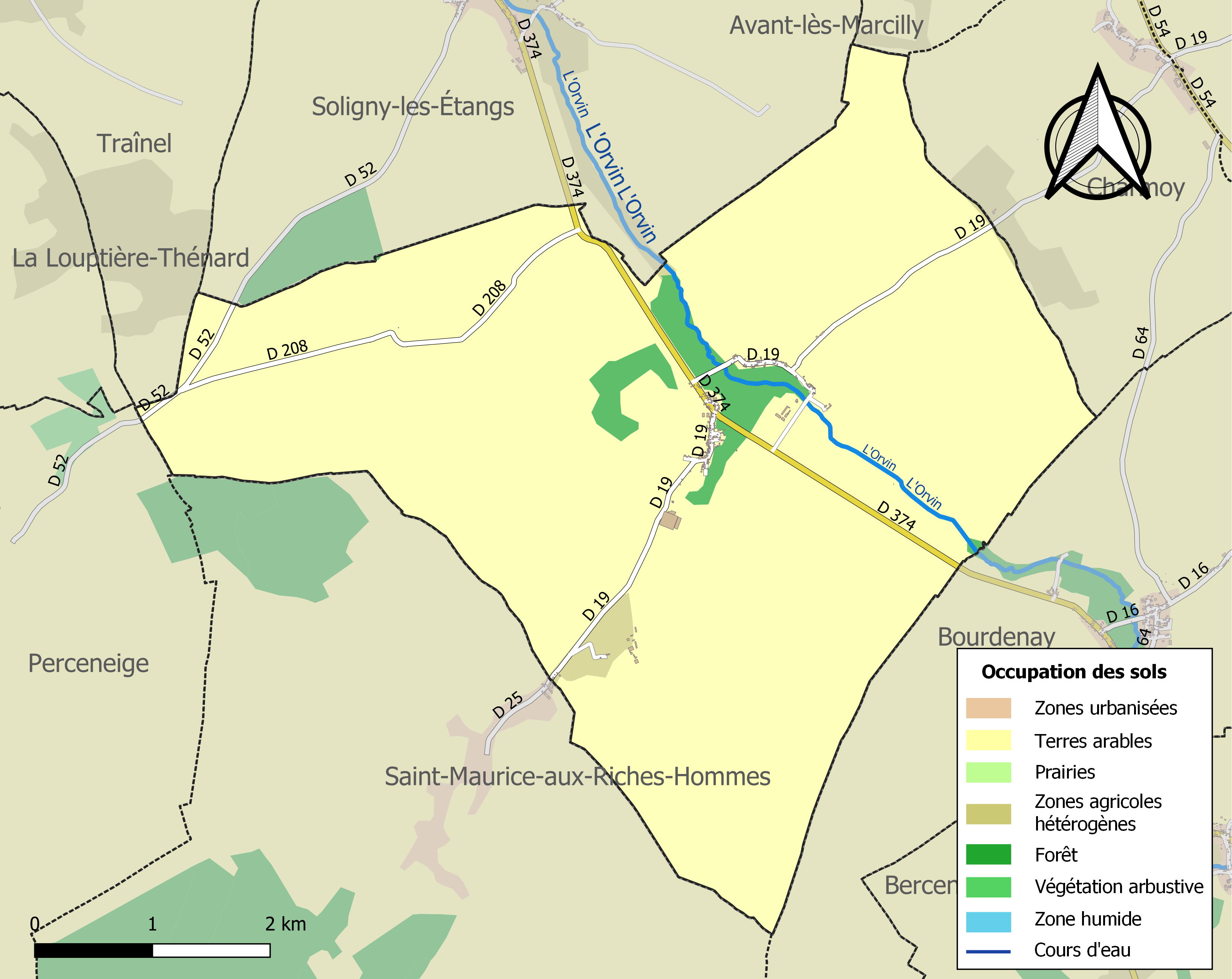
Carte des infrastructures et de l'occupation des sols de la commune en 2018 (CLC).

## Histoire
Trancault est habité dès le néolithique. La commission de la topographie des Gaulles répertorie en 1878, pas moins de 7 dolmens à Trancault. C'est alors la commune la plus riche de l'Aube pour ce type de monuments (un total de 27 Dolmens sont répertoriés sur 11 communes de l'Aube).
L'église Saint-Pierre-ès-Liens du hameau de Villeneuve-aux-Riches-Hommes est rattachée à l'abbaye de Molesme au XIIe siècle. En 1515 elle est reconstruite ; mais dès le XVIIe siècle elle est mentionnée comme étant en très mauvais état. Elle est vendue comme bien national en l'an V et de nouveau restaurée en 1853. Propriété privée très délabrée au début du XXe siècle, la marquise de Maillé s'attache à sa restauration. En avril 1987 une association de sauvegarde de l'église est créée et restaure le toit (charpente et couverture). 
Cette église abrite quelques tombes, dont celle de Pierre Antoine Crépin, procureur au parlement de Paris à la fin du XVIIe siècle.
En 1832, les communes de Villeneuve-aux-Riches-Hommes et de Charmesseaux, se fusionnent dans la commune de Trancault.
De 1973 à 1999, les communes de Bercenay-le-Hayer, de Bourdenay et de Trancault sont fusionnées pour former la commune de Val-d'Orvin.

## Politique et administration

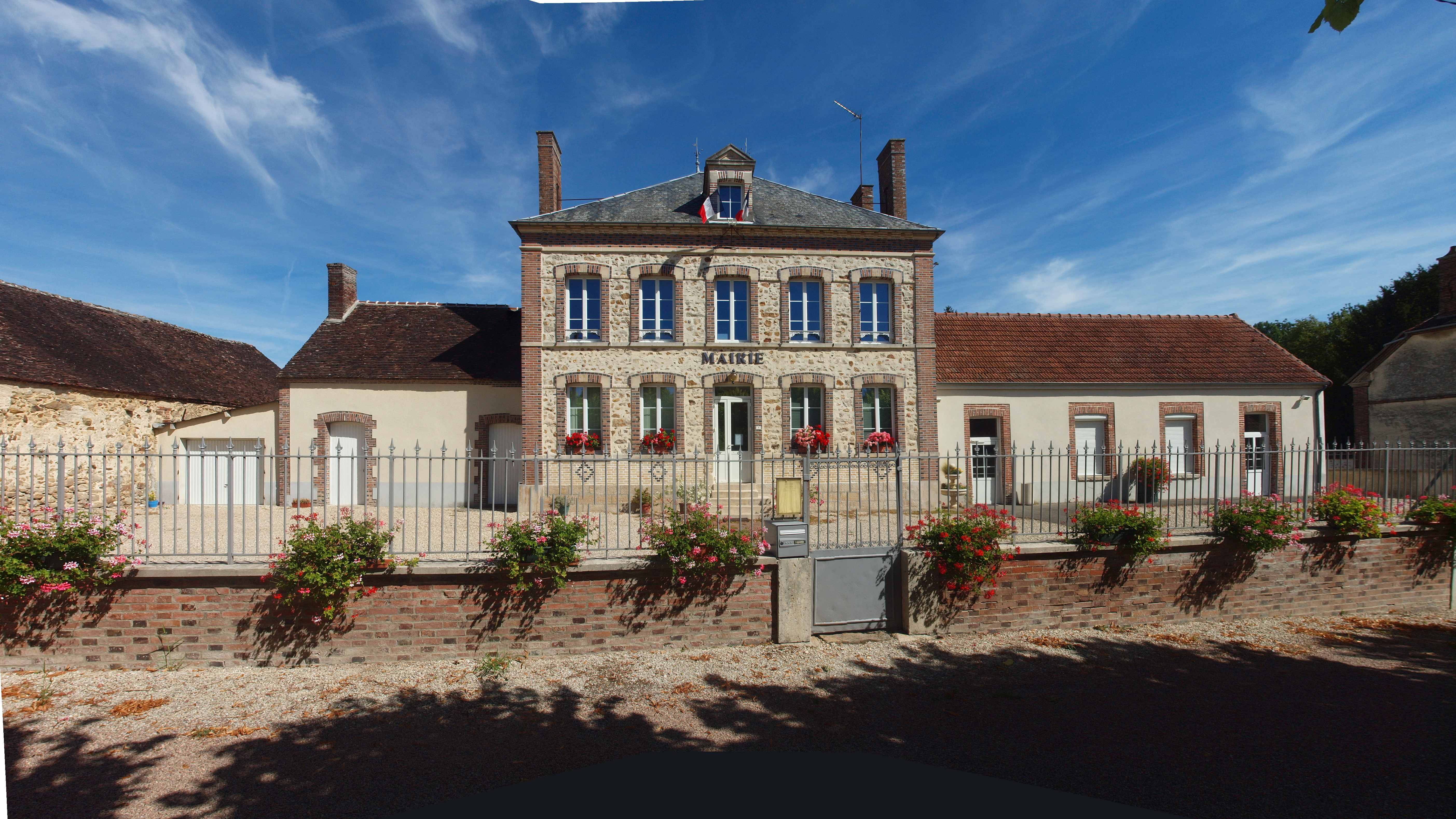
Mairie

| Période                                  | Période  | Identité                | Étiquette | Qualité              |
| ---------------------------------------- | -------- | ----------------------- | --------- | -------------------- |
| mars 2001                                | 2008     | M. Jacky Blanchet       |           |                      |
| mars 2008                                | 2014     | Mme. Sandrine Doyen     |           |                      |
| mars 2014                                | mai 2020 | M. Jean-Claude Bollaert | LR        | Agriculteur retraité |
| mai 2020                                 | En cours | Kevin Gravelle          |           |                      |
| Les données manquantes sont à compléter. |          |                         |           |                      |

## Démographie

### Évolution démographique
L'évolution du nombre d'habitants est connue à travers les recensements de la population effectués dans la commune depuis 1793. Pour les communes de moins de 10 000 habitants, une enquête de recensement portant sur toute la population est réalisée tous les cinq ans, les populations de référence des années intermédiaires étant quant à elles estimées par interpolation ou extrapolation. Pour la commune, le premier recensement exhaustif entrant dans le cadre du nouveau dispositif a été réalisé en 2007.

En 2022, la commune comptait 181 habitants, en évolution de −1,63 % par rapport à 2016 (Aube : +0,7 %, France hors Mayotte : +2,11 %).
| 1793 | 1800 | 1806 | 1821 | 1831 | 1836 | 1841 | 1846 | 1851 |
| ---- | ---- | ---- | ---- | ---- | ---- | ---- | ---- | ---- |
| 244  | 215  | 239  | 205  | 279  | 336  | 349  | 335  | 345  |

| 1856 | 1861 | 1866 | 1872 | 1876 | 1881 | 1886 | 1891 | 1896 |
| ---- | ---- | ---- | ---- | ---- | ---- | ---- | ---- | ---- |
| 352  | 371  | 358  | 325  | 309  | 311  | 285  | 292  | 254  |

| 1901 | 1906 | 1911 | 1921 | 1926 | 1931 | 1936 | 1946 | 1954 |
| ---- | ---- | ---- | ---- | ---- | ---- | ---- | ---- | ---- |
| 234  | 237  | 236  | 198  | 219  | 210  | 198  | 209  | 200  |

| 1962 | 1968 | 2006 | 2007 | 2012 | 2017 | 2022 | - | - |
| ---- | ---- | ---- | ---- | ---- | ---- | ---- | - | - |
| 193  | 159  | 202  | 206  | 175  | 186  | 181  | - | - |

### Pyramide des âges
La population de la commune est relativement jeune.
En 2018, le taux de personnes d'un âge inférieur à 30 ans s'élève à 34,5 %, soit en dessous de la moyenne départementale (35,2 %). À l'inverse, le taux de personnes d'âge supérieur à 60 ans est de 24,2 % la même année, alors qu'il est de 27,7 % au niveau départemental.
En 2018, la commune comptait 98 hommes pour 87 femmes, soit un taux de 52,97 % d'hommes, largement supérieur au taux départemental (48,59 %).
Les pyramides des âges de la commune et du département s'établissent comme suit.
| Hommes | Classe d’âge | Femmes |
| ------ | ------------ | ------ |
| 0,0    | 90 ou +      | 1,1    |
| 7,1    | 75-89 ans    | 16,1   |
| 15,1   | 60-74 ans    | 9,2    |
| 20,2   | 45-59 ans    | 24,1   |
| 20,2   | 30-44 ans    | 18,4   |
| 14,1   | 15-29 ans    | 16,1   |
| 23,2   | 0-14 ans     | 14,9   |

| Hommes | Classe d’âge | Femmes |
| ------ | ------------ | ------ |
| 0,8    | 90 ou +      | 2,1    |
| 7,4    | 75-89 ans    | 10,2   |
| 17,4   | 60-74 ans    | 18,4   |
| 19,4   | 45-59 ans    | 19     |
| 17,8   | 30-44 ans    | 17,3   |
| 18,3   | 15-29 ans    | 15,9   |
| 19     | 0-14 ans     | 17,1   |

## Lieux et monuments

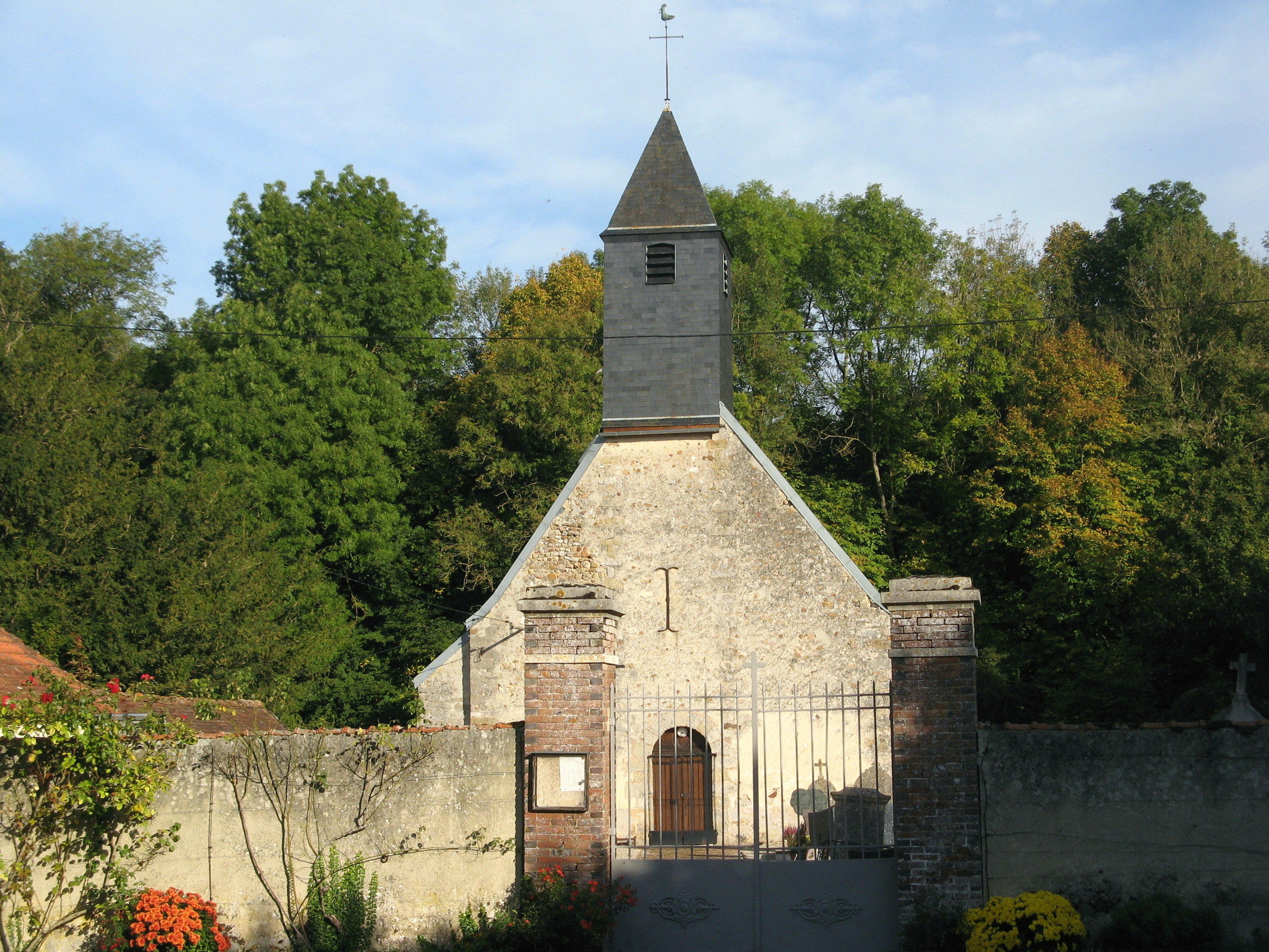
Église Saint-Pierre

- Sur les 7 dolmens répertoriés en 1878 par la commission de la topographie[18], il en reste peu. En 2020, un dolmen répertorié par le Service National d'Archéologie a été détruit par un agriculteur pour faire pousser ses betteraves[29].

- Église Saint-Pierre du xixe siècle[30].
- Chapelle Saint-Èpvre de Trancault.
- Chapelle Saint-Jean-Baptiste de Charmesseaux.
- Chapelle Saint-Pierre-ès-Liens de Villeneuve-aux-Riches-Hommes[19]. Vestige d'un prieuré médiéval de l'abbaye de Molesme, elle a été achetée à titre onéreux au début des années 1980 par la commune voisine de Saint-Maurice-aux-Riches-Hommes, distante d'elle d'environ 300 m, mais située dans le département de l'Yonne. Cette  municipalité, appuyée par l'Association des amis de la chapelle de Villeneuve-aux-Riches-Hommes, la restaure progressivement[31],[32],[33].

## Personnalités liées à la commune
Plusieurs membres de la famille Feydeau sont inhumés en l'église de Trancault:
- Charles-François Feydeau, baron de Bourdenay, seigneur de Trancault, Charmoy, Charmesseaux, Etreiles. Ecuyer. Il décède le 29 juin 1719 et est inhumé en l'église de Trancault.
- Charles-François Feydeau. Petit-fils du précédent. Chevalier de Saint Louis, baron de Bourdenay, seigneur de Trancault, Charmoy et Charmesseaux, lieutenant-colonel au régiment des Gardes Françaises. Il teste en 1762 dans son château de Trancault.
- Charles Lefèvre du Quesnoy, seigneur de Trancault. Né le 6 mai 1709 à Valognes (Manche), il décède le 3 septembre 1774. Époux en 1750 de Jeanne Feydeau (sœur du précédent). Elle décède le 22 avril 1785 à Trancault[34].